# Krapovci
Krapovci, z znanstvenim imenom Cypriniformes, so red žarkoplavutaric, v katerega spadajo pisanci in nekatere sorodne družine.
Zgodovinsko so sem spadale vse oblike, ki jih danes uvrščamo v nadred Ostariophysi, razen somov, ki so jih uvrščali v red Siluriformes. Vendar pa so po taki opredelitvi krapovci parafiletski, zato so redove Gonorhynchiformes, Characiformes, in Gymnotiformes uvrstili posebej.